# Einar Snitt
Fredrik Einar Snitt (ur. 13 października 1905 w Sandviken, zm. 2 stycznia 1973 tamże) – szwedzki piłkarz, grający na pozycji pomocnika.

## Kariera klubowa
Podczas kariery piłkarskiej Einar Snitt występował w Sandvikens IF.

## Kariera reprezentacyjna
W reprezentacji Szwecji Snitt zadebiutował 20 lipca 1926 w przegranym 1-4 towarzyskim meczu z Łotwą. W latach 1926–1936 wystąpił w reprezentacji 17 razy. W 1934 József Nagy, ówczesny selekcjoner reprezentacji Szwecji powołał Snitta na mistrzostwa świata, na których był rezerwowym. Ostatni raz w reprezentacji wystąpił 26 lipca 1936 w przegranym 3-4 towarzyskim meczu z Norwegią.
| Mecze i gole w reprezentacji | Mecze i gole w reprezentacji | Mecze i gole w reprezentacji | Mecze i gole w reprezentacji | Mecze i gole w reprezentacji | Mecze i gole w reprezentacji | Mecze i gole w reprezentacji |
| #                            | Data                         | Miasto                       | Przeciwnik                   | Gol                          | Wynik                        |                              |
| ---------------------------- | ---------------------------- | ---------------------------- | ---------------------------- | ---------------------------- | ---------------------------- | ---------------------------- |
| 1.                           | 20.07.1926                   | Ryga                         | Łotwa                        |                              | 1:4                          | towarzyski                   |
| 2.                           | 23.07.1926                   | Tallinn                      | Estonia                      |                              | 7:1                          | towarzyski                   |
| 3.                           | 01.07.1928                   | Katowice                     | Polska                       |                              | 1:2                          | towarzyski                   |
| 4.                           | 06.07.1928                   | Ryga                         | Łotwa                        |                              | 4:0                          | towarzyski                   |
| 5.                           | 09.07.1928                   | Tallinn                      | Estonia                      |                              | 1:0                          | towarzyski                   |
| 6.                           | 02.09.1928                   | Helsinki                     | Finlandia                    |                              | 3:2                          | towarzyski                   |
| 7.                           | 18.07.1930                   | Tallinn                      | Estonia                      |                              | 5:1                          | towarzyski                   |
| 8.                           | 22.07.1930                   | Ryga                         | Łotwa                        |                              | 5:0                          | towarzyski                   |
| 9.                           | 16.11.1930                   | Wiedeń                       | Austria                      |                              | 1:4                          | towarzyski                   |
| 10.                          | 08.07.1931                   | Sandviken                    | Estonia                      |                              | 3:1                          | towarzyski                   |
| 11.                          | 26.07.1931                   | Västerås                     | Łotwa                        |                              | 6:0                          | towarzyski                   |
| 12.                          | 25.09.1932                   | Sztokholm                    | Litwa                        |                              | 8:1                          | towarzyski                   |
| 13.                          | 24.09.1933                   | Oslo                         | Norwegia                     |                              | 1:0                          | Puchar Nordycki              |
| 14.                          | 23.09.1934                   | Helsinki                     | Finlandia                    |                              | 4:5                          | Puchar Nordycki              |
| 15.                          | 05.07.1935                   | Ryga                         | Łotwa                        |                              | 3:0                          | towarzyski                   |
| 16.                          | 09.07.1935                   | Tallinn                      | Estonia                      |                              | 2:1                          | towarzyski                   |
| 17.                          | 26.07.1936                   | Sztokholm                    | Norwegia                     |                              | 3:4                          | towarzyski                   |